# فيكتور بونيدلنيك
فيكتور فلاديميروفيتش بونيدلنيك، من مواليد 22 مايو 1937، لاعب كرة قدم سوفييتي سابق، ويعتبر من أفضل المهاجمين في تاريخ الإتحاد السوفييتي.
بدأ فيكور مسيرته الكروية مع نادي روستسيلماش في عام 1956، وفي عام 1958 تم استدعائه إلى منتخب الاتحاد السوفييتي لكرة القدم، وفي كأس الأمم الأوروبية لكرة القدم 1960 قاد منتخبه بلاده إلى الفوز بالكأس بعد أن سجل هدف الفوز في المباراة النهائية، وقد اعتزل كرة القدم في عام 1966 بعد أن ازداد وزنه، وقد لعب 29 مباراة دولية وسجل 21 هدف.
و قد عمل بعد ذلك كمدرب كرة قدم وبعدها كصحفي رياضي، وثم مستشار لرئيس روسيا.

## روابط خارجية
- فيكتور بونيدلنيك على موقع الاتحاد الدولي (مؤرشف)  (الإنجليزية)
- فيكتور بونيدلنيك على موقع الاتحاد الأوربي (الإنجليزية)
- فيكتور بونيدلنيك على موقع قاعدة بيانات كرة القدم.إي يو (الإنجليزية)
- فيكتور بونيدلنيك على موقع ناشيونال فوتبول تيمز (الإنجليزية)